# Locked Away
Locked Away는 버진 아일랜드의 송라이터 듀오 록 시티의 노래로, 마룬 5의 보컬리스트 애덤 리바인이 피처링하였다.

## 발매
2015년 6월 29일, Kemosabe Records를 통해 발매되었다.

## 뮤직 비디오
오디오 비디오
가사 비디오